# 마르쿠스 칼푸르니우스 플라마
마르쿠스 칼푸르니우스 플람마(Marcus Calpurnius Flamma)는 제1차 포에니 전쟁의 로마군 지도자이자 영웅이었다.
플람마는 카르타고인들에게 포위된 협곡에서 병영을 해방하기 위해 300명의 지원병을 이끌고 자살 임무를 수행한 트리부누스 밀리툼이었다. 플람마는 시체 더미 아래에서 중상을 입은 채 발견되었지만 살아남았다.
티투스 리비우스에 따르면, 집정관 아울루스 아틸리우스 칼라티누스는 "무심코 군대를 카르타고인들에게 포위된 곳으로 이끌었다." 플람마는 양동 공격을 위해 300명의 지원병을 요청했다.
리비우스는 다음과 같이 썼다.

...제1차 포에니 전쟁 때 우리가 젊었을 적에 칼푸르니우스 플람마는 적진 한가운데에 위치한 고지를 점령하기 위해 이끌고 있던 300명의 지원병들에게 이렇게 외쳤다. '동지들이여, 죽어서 우리 포위된 군단을 위험에서 구합시다!'....

프론티누스는 다음과 같이 썼다.

이 사람은 군대가 적이 점령한 계곡으로 들어섰음을 보고, 집정관에게 300명의 병사를 요청하여 받았다. 이들에게 용맹으로 군대를 구하도록 독려한 후, 그는 계곡의 한가운데로 돌진했다. 그와 그의 추종자들을 진압하기 위해 적들은 사방에서 내려왔지만, 길고 치열한 전투에서 저지당했고, 이로써 집정관은 군대를 탈출시킬 기회를 얻었다.

가이우스 플리니우스 세쿤두스는 그가 잔디 관을 수여받았다고 기술한다.